# Dysdera nomada
Dysdera nomada este o specie de păianjeni din genul Dysdera, familia Dysderidae, descrisă de Simon, 1910.
Este endemică în Tunisia. Conform Catalogue of Life specia Dysdera nomada nu are subspecii cunoscute.